# 竟陵郡
竟陵郡，中国古代的郡。辖区在今湖北省境。

## 建置沿革

### 六朝
西晋元康九年（299年）析江夏郡置，治所在石城县（刘宋时名苌寿县，今湖北省钟祥市）。刘宋辖境约今湖北省钟祥、天门、京山、潜江、仙桃等市县地。南齐以后治所屡迁。
梁武帝太清三年（549年），竟陵太守孫暠降於西魏，虽然次年又重新降梁，但西魏打败梁军后，梁所任的竟陵太守王叔孙杀了孫暠降魏，竟陵郡也重新为魏所有。陳文帝天嘉二年（561年），以武昌、國川二縣僑置竟陵郡，以安流民。

### 隋唐
隋煬帝大业三年（607年），改郢州为竟陵郡。竟陵郡户五万三千三百八十五，領八縣：
| 县名   | 现在地名 | 简介 | 备注 |
| ------ | -------- | --- | ---- |
| 长寿县 |          | 北周置石城郡，开皇初郡废，大业初置竟陵郡。又南梁置北新州及梁宁郡等八郡，北周保定中，州及八郡总管废入焉。有敖山。             |      |
| 蓝水县 |          | 刘宋侨置冯翊郡，莲勺县，西魏改郡为汉东郡，县为蓝水县。又刘宋置高陆县，西魏改曰滶水县。开皇初郡废，大业初省滶水入焉。有唐水。 |      |
| 棨川县 |          | 北周置，及置滶川郡。又置清县，西魏改曰滶陂县。开皇初郡废，大业初省滶陂县入焉。                                               |      |
| 汉东县 |          | 南齐置，曰上蔡县，及置齐兴郡。北周郡废。开皇十八年县改名焉。有东温山。                                                       |      |
| 清腾县 |          | 南梁置，曰梁安县，又立崇义郡。北周废郡。北周又有遂安郡。开皇初废，七年改名焉。有清腾山。                                     |      |
| 乐乡县 |          | 旧置武宁郡，西魏置鄀州。又南梁置旌阳县，后改名惠怀县，西魏又改曰武山县。开皇七年郡废，大业初州废，又废武山县入焉。有武陵山。 |      |
| 丰乡县 |          | 西魏置，又置基州及章山郡。开皇七年郡废，大业初州废。                                                                         |      |
| 章山县 |          | 西魏置，曰禄麻县，及立上黄郡。开皇七年郡废，大业初县改名焉。                                                                 |      |

唐高祖武德四年（621年），改竟陵郡為郢州。唐玄宗天寶元年（742年），改郢州為富水郡，复州为竟陵郡。竟陵郡領三縣：
| 县名   | 现在地名 | 简介                                           | 备注 |
| ------ | -------- | ---------------------------------------------- | ---- |
| 沔阳县 |          | 上。                                           |      |
| 竟陵县 |          | 上，有五花山；有石堰渠，咸通中，刺史董元素开。 |      |
| 监利县 |          | 中下。                                         |      |

唐肃宗乾元元年（758年），復改竟陵郡為復州。

## 人口
- 宋孝武帝大明八年（464年），竟陵郡有8591戶，44375口。[5]
- 隋煬帝大業五年（609年），竟陵郡有53385戶。[3]
- 唐玄宗天寶十三載（754年），竟陵郡有8210戶，44885口。[4]

## 行政長官

### 竟陵太守（311年—424年）
- 杜曾，新野人，晉懷帝永嘉六年（312年）受胡亢之命假，後殺胡亢自領。[6]
- 李陽，晉成帝咸和三年（328年）到咸康五年（339年）在任。[7]
- 鄧遐，晉哀帝隆和元年（362年）在任。[8]
- 羅崇，晉廢帝太和二年（367年）在任。[8]
- 桓石虔，小字鎮惡，譙國龍亢人，晉孝武帝時在任。[9]
- 桓石秀，譙國龍亢人，晉孝武帝時在任。[9]
- 郭銓，晉孝武帝時在任。[10]
- 劉邁，字伯群，彭城沛人，楚武悼帝永始二年（404年）伏誅。[11]
- 檀祗，字恭叔，高平金鄉人，晉安帝義熙初除，未拜。[12]
- 趙統，晉安帝義熙九年（413年）在任。[13]
- 魯軌，扶風郿人，晉安帝義熙十一年（415年）北奔北魏。[14]
- 劉粹，字道沖，沛郡蕭人，晉安帝義熙十一年（415年）到十二年（416年）在任。[15]
- 趙伯符，字潤遠，下邳僮人，宋武帝時在任。[16]

### 竟陵內史（424年—432年）
- 殷道鸞，宋文帝元嘉三年（426年）拜，未之郡。[17]
- 謝遯，陳郡陽夏人，宋文帝元嘉三年（426年）由謝晦任命。[17]
- 劉道濟，沛郡蕭人，宋文帝元嘉三年（426年）行。[15]
- 臧質，字含文，東莞莒人，宋文帝時在任。[14]

### 竟陵太守（432年—453年）
- 申謨，魏郡魏人，宋文帝時在任。[18]
- 宗珍之，南郡人，宋文帝時在任。[19]
- 劉德願，宋文帝元嘉二十七年（450年）在任。[20]

### 竟陵內史（453年—459年）
- 薛安都，河東汾陰人，宋孝武帝孝建元年（454年）出任。[21]

### 竟陵太守（459年—477年）
- 丘景先，宋明帝泰始二年（466年）伏誅。[22]
- 劉懷珍，字道玉，平原人，宋明帝時在任。[23]
- 孟宗，平昌安丘人，南朝宋後期在任。[12]

### 竟陵相（477年—479年）
- 黃僧念，竟陵人，宋順帝昇明二年（478年）從誅。[24]

### 竟陵太守（499年—500年）
- 房僧寄，齊東昏侯永元二年（500年）為蕭衍部下曹景宗所代。[25]
- 曹景宗，字子震，新野人，齊東昏侯永元二年（500年）出任，十二月改為內史。[26]

### 竟陵內史（500年—501年）
- 曹景宗，字子震，新野人，齊東昏侯永元二年（500年）十二月由太守改稱，齊和帝中興元年（501年）三月改為太守。[26]

### 竟陵太守（501年—550年代）
- 曹景宗，字子震，新野人，齊和帝中興元年（501年）三月由內史改稱，是年離任。[26]
- 韋放，字元直，梁武帝天監六年（507年）離任。[27]
- 康絢，字長明，華山藍田人，梁武帝天監九年（510年）離任。[28]
- 裴邃，字淵明，河東聞喜人，梁武帝天監中在任。[27]
- 魚弘，襄陽人，梁武帝天監中在任。[27]
- 柳仲禮，梁武帝太清元年（547年）離任。[29]
- 王僧辯，字君才，梁武帝太清元年（547年）到三年（549年）在任。[29]
- 孫暠，梁武帝太清三年（549年）举郡降於西魏。[1]

### 竟陵郡太守（742年—758年）
- 李夷吾，趙郡人，唐玄宗時在任。[30]
- 李齐物，唐玄宗時在任。[31]

## 國主

### 西晉竟陵國（307年—311年）
| 竟陵國（307年—311年） |        |    |        |             |          |
| 代數                  | 封爵   | 謚 | 姓名   | 在位時間    | 備註     |
| 1                     | 竟陵王 |    | 司马楙 | 307年—311年 | 司马整子 |

### 南朝宋竟陵國（424年—432年）
| 竟陵國（424年—432年）/南譙國（432年—453年）/南郡國（453年—454年）丨食邑5000戶→10000戶 |                          |    |        |             |              |
| 代數                                                                                  | 封爵                     | 謚 | 姓名   | 在位時間    | 備註         |
| 1                                                                                     | 竟陵郡王→南譙郡王→南郡王 |    | 劉義宣 | 424年—454年 | 宋武帝第六子 |

### 南朝宋竟陵國（453年—459年）
| 廣陵國（443年—449年）/隋國（449年—453年）/竟陵國（453年—459年）丨食邑2000戶 |                          |    |      |             |              |
| 代數                                                                        | 封爵                     | 謚 | 姓名 | 在位時間    | 備註         |
| 1                                                                           | 廣陵郡王→隋郡王→竟陵郡王 |    | 劉誕 | 443年—459年 | 宋文帝第六子 |

### 南朝宋竟陵國（477年—479年）
| 竟陵國（477年—479年）               |              |    |        |             |      |
| 以迎立順帝之功封，食邑5000戶→8000戶 |              |    |        |             |      |
| 代數                                | 封爵         | 謚 | 姓名   | 在位時間    | 備註 |
| 1                                   | 竟陵郡開國公 |    | 蕭道成 | 477年—479年 |      |
| 進封齊公                            |              |    |        |             |      |

### 南朝齊竟陵國（482年—499年）
| 竟陵國（482年—499年）/巴陵國（499年—502年）丨食邑2000戶 |                   |        |        |             |              |
| 代數                                                    | 封爵              | 謚     | 姓名   | 在位時間    | 備註         |
| 1                                                       | 竟陵郡王          | 文宣王 | 蕭子良 | 482年—494年 | 齊武帝第二子 |
| 2                                                       | 竟陵郡王→巴陵郡王 |        | 蕭昭冑 | ？—501年    | 蕭子良子     |

### 南朝齊宣城國（500年—501年）
| 宣城國（500年—501年）                                                    |        |    |        |             |              |
| 以宣城、南琅邪、南東海、東陽、臨海、新安、尋陽、南郡、竟陵、宜都十郡為國 |        |    |        |             |              |
| 代數                                                                     | 封爵   | 謚 | 姓名   | 在位時間    | 備註         |
| 1                                                                        | 宣城王 |    | 蕭寶融 | 500年—501年 | 齊明帝第八子 |
| 即皇帝位，國除                                                           |        |    |        |             |              |